# Пересичный, Пантелеймон Гаврилович
Пантелеймон Гаврилович Пересичный — советский хозяйственный, государственный и политический деятель, Герой Социалистического Труда.

## Биография
Родился в 1908 году на территории современной Донецкой области. Член КПСС.
С 1922 года — на хозяйственной, общественной и политической работе. В 1922—1968 гг. — крестьянин, колхозник, бригадир, председатель колхоза «Перемога» Краснолиманского района Сталинской области Украинской ССР, председатель колхоза «Новый путь» Сосновского района, председатель колхоза имени Будённого Сосновского района Челябинской области, управляющий Шигаевским отделением учебного хозяйства Челябинского института механизации и электрификации сельского хозяйства.
Указом Президиума Верховного Совета СССР от 14 июля 1951 года присвоено звание Героя Социалистического Труда с вручением ордена Ленина и золотой медали «Серп и Молот».
Умер в селе Долгодеревенское Сосновского района в 1994 году.